# Tomas Ryde
Tomas Robert Ryde, född 23 augusti 1960 i Malmö, är en svensk handbollstränare, framför allt på damsidan.
Ryde är en av Sveriges internationellt mest framgångsrika handbollstränare inom damhandboll genom tiderna, med flera klubblags- och landslagsmeriter. Bland meriterna finns fyra SM-guld, Champions League-guld 2006 med Viborg HK och VM-brons 2015 med Rumäniens damlandslag.

## Karriär
Tomas Ryde spelade handboll i Dalhems IF 1982 då han råkade ut för en knäskada. Han fick då en förfrågan att ta över Lidingö SK:s juniorlag och nappade på det. Han fortsatte sedan i damseniorlaget ett par år innan han blev tränare för Tyresö HF.
Tyresö HF med Tomas Ryde som tränare tog tre raka SM-guld i slutet på 1980-talet (1987, 1988 och 1989). Efter dessa år blev han herrtränare i HK Cliff men det var ingen succé, man ramlade ur högsta serien. Han tog sedan över Sveriges damlandslag och lyckades etablera Sverige som en nation bland de som i alla fall fick spela EM- och VM- turneringarna. Under och efter landslaget ledde han Spårvägens IF i några år innan det bar av till Ikast-Bording i Danmark.
Han nådde goda resultat med klubben men familjen vantrivdes och Ryde flyttade tillbaka till Sverige. Det blev en ny vända med svenska damlandslaget som kröntes av succé vid VM 2001 i Italien, med "det leende landslaget", men EM 2002 och EM 2004 blev inga framgångar. Samtidigt var han klubbtränare i Skuru IK som dock tog SM-guld 2004 under hans ledning.
Han återvände till herrhandbollen som Djurgårdens IF:s tränare, men det blev ingen större framgång som herrlagstränare nu heller.
2005 tog han uppdraget som tränare för Viborg HK:s damlag och det blev stora framgångar. Klubben dominerade dansk handboll och vann Champions League 2006. Klubben var även mycket framgångsrik några år efter att Ryde lämnat den 2008.
2010 återkom han som tränare i svenska elitserien, nu för Spårvägens IF igen. Det blev ett bra år med kvartsfinal mot Skuru IK (förlust). 2012 lämnade Ryde Spårvägen och tillfälligtvis handbollen och tränade Flemingsbergs Hockey några år.
Han tog sig åter in på handbollsscenen genom att bli förbundskapten för Rumänien 2015. Han lotsade laget till VM-brons 2015 och det var succé. Efterföljande OS i Rio de Janeiro, där Rumänien inte tog sig till kvartsfinal, gick sämre. 2016 slutade Ryde som förbundskapten och sade att han nu ska ägna sig åt sin konsultfirma på heltid. Han var trots detta sportchef i Lidingö, där han bor med sin fru Marie Ryde och tre barn.

## Meriter
- Svensk mästare fyra gånger: 1987, 1988 och 1989 (med Tyresö HF) och 2004 (med Skuru IK)
- Dansk mästare två gånger (2006 och 2008) med Viborg HK
- Champions League-mästare 2006 med Viborg HK
- VM-brons 2015 med Rumäniens damlandslag